# Ronald Weigel
Ronald Weigel (Hildburghausen, Turíngia, 8 de agosto de 1959) é um antigo atleta alemão, praticante de marcha atlética.
Representou primeiro a Alemanha Oriental e, a partir de 1991, a Alemanha unificada, tendo sido um dos melhores marchadores mundiais na década de 1980.
A sua primeira grande vitória chegou em 1983 quando venceu os 50 km marcha na primeira edição dos Campeonatos Mundiais, realizados em Helsínquia. when he won the World title in the 50 km walk. Nos Jogos Olímpicos de Seul 1988 ganhou a medalha de prata nos 20 km marcha. Uma semana mais tarde, cometeu igual feito nos 50 quilómetros, conseguindo ser, até hoje, o único atleta alemão a ganhar medalhas olímpicas em ambas as provas de marcha.